# Starschedel

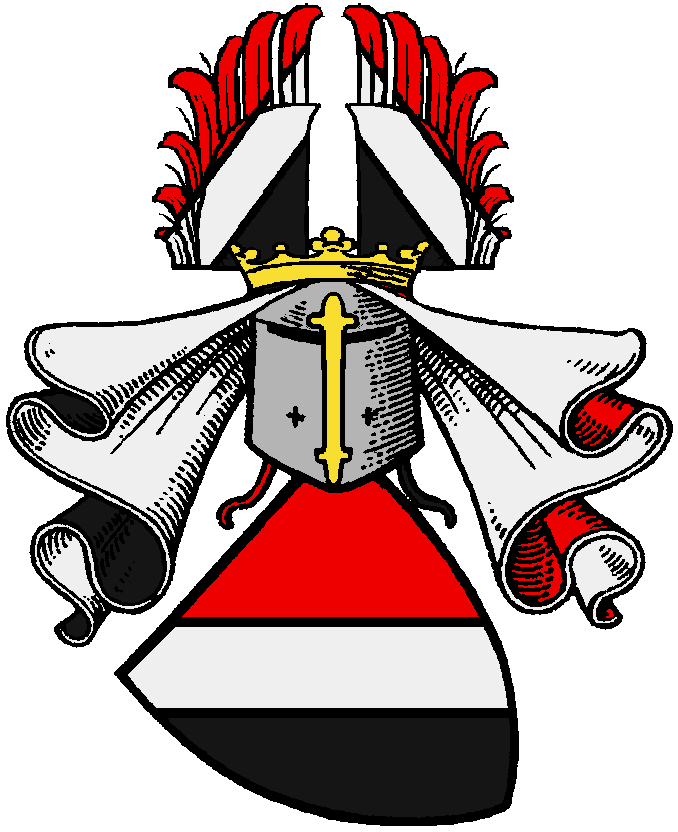
Wappen derer von Starschedel

Die Familie Starschedel ist ein altes meißnisches Adelsgeschlecht. Sie stammt aus dem Ort Starsiedel bei der Stadt Lützen im Süden des heutigen Bundeslands Sachsen-Anhalt.

## Geschichte
Das Geschlecht erscheint erstmals urkundlich am 26. März 1311 mit Petrus de Starcedel. Die Familie von Starschedel war vor allem in Sachsen begütert. Zeitweilig besaßen Angehörige des Geschlechts die nordböhmische Herrschaft Schluckenau. Vertreter der Familie standen vornehmlich in Diensten der Kurfürsten von Sachsen. Zwischen 1445 und 1556 waren sie im Besitz des Amts Mutzschen im Leipziger Kreis des Kurfürstentums Sachsen. Von 1629 bis 1801 war die Familie Besitzer von Rittergut Merzdorf bei Riesa. Von 1484 bis 1515 hatte ein gewisser Heinrich von Starschedel das Lehen der Burg Wehlen in der Sächsische Schweiz, abgekauft von den Herren von Köckritz, später weiter veräußert an die Herren von Schönburg.

## Persönlichkeiten
- Caspar von Starschedel, ab 1585 Besitzer der Rittergutes Gotha, weilte u. a. geschäftlich am Hof des Kaisers
- Haubold Heinrich von Starschedel (1650–1701), Landkammerrat, Erb-, Lehn- und Gerichtsherr auf Lodersleben, Amtshauptmann der Ämter Freyburg und Eckartsberga
- Heinrich von Starschedel († 1499), Ritter, Hauptmann in Schneeberg, ließ ab 1483 den Filzteich errichten
- Heinrich Clemens von Starschedel († 1731), deutscher Hofbeamter
- Otto von Starschedel, († 1623), Besitzer der Rittergüter Rödern und Gotha sowie der Herrschaft Schluckenau, Geheimer Rat des Landgrafen Moritz von Hessen-Kassel

## Wappen
Das Wappen ist von Rot und Schwarz durch einen silbernen Schrägbalken bzw. zweifach schräg von Rot, Silber und Schwarz geteilt. Auf dem gekrönten Helm mit je nach Quelle rot-silbernen, schwarz-silbernen, rechts schwarz-silbernen und links rot-silbernen, gemischt rot-silbern-schwarzen oder rot-silbernen Decken ein Flug, beiderseits von Rot und Schwarz durch einen silbernen Schrägbalken, rechts schräglinks und links schrägrechts, oder beide schräglinks geteilt.

### Historische Wappendarstellungen

Wappen derer von Starschedel
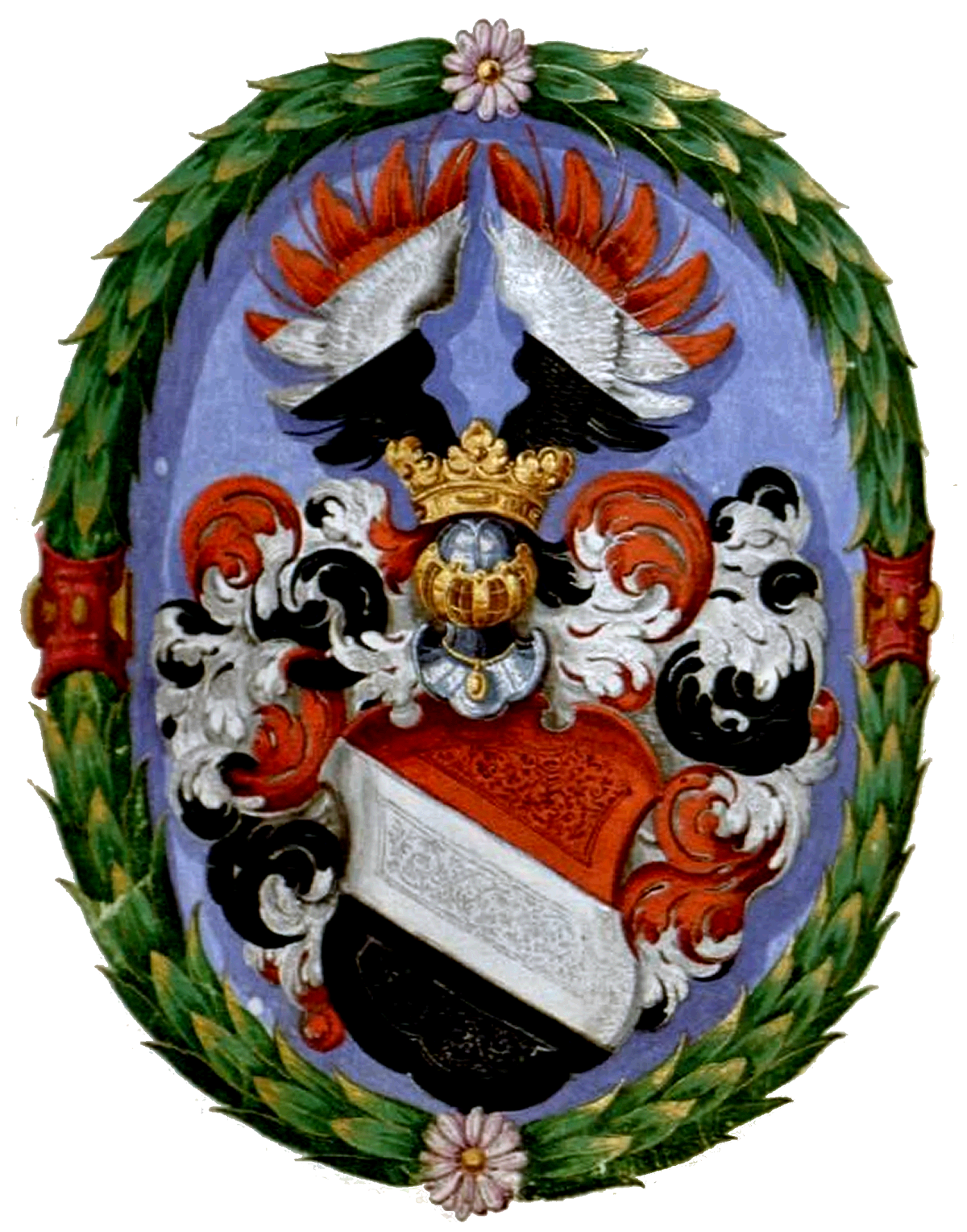
Darstellung von 1603 im Stammbuch der Familie Donauer